# Defiant (Star Trek: Deep Space Nine)
"Defiant" és el novè episodi de la tercera temporada de la sèrie de televisió de ciència-ficció estatunidenca Star Trek: Deep Space Nine, el 55è de tota la sèrie. Originalment es van emetre en redifusió a partir del 21 de novembre de 1994. Fou dirigit per Cliff Bole en base a un guió de Ronald D. Moore. Aquest episodi té com a estrella convidada l'actor Jonathan Frakes, en el paper que havia originat a Star Trek: La nova generació, la sèrie predecessora de Deep Space Nine.
Ambientada al segle XXIV, la sèrie segueix les aventures a Espai Profund 9, una estació espacial situada prop d'un forat de cuc estable entre els Quadrants Alfa i Gamma de la Via Làctia, prop del planeta Bajor, mentre els bajorans es recuperen d'una brutal ocupació de dècades pels imperialistes cardassians. Aquest episodi explora la relació entre Cardàssia i la Federació Unida de Planetes, així com el conflicte continu amb els Maquis, un grup renegat de ciutadans de la Federació que s'oposen al tractat de pau entre la Federació i Cardàssia. En aquest episodi, els Maquis roben l'USS Defiant, una nau de guerra de la Flota Estel·lar atracada a Deep Space Nine.

## Argument
William Riker arriba a Espai Profund 9 i procedeix a encantar la tripulació, especialment la Major Kira. Ella el porta a fer una visita guiada per l'estació i la seva nova nau, la "Defiant". Un cop a bord, ell treu un faser i l'atordeix, simula una bretxa al nucli de curvatura i roba la nau amb la Kira a bord.
La tripulació de l'estació aviat descobreix que el lladre no és Will Riker sinó el seu duplicat Thomas, que va ser creat en un accident de transportador i que va quedar encallat accidentalment durant vuit anys. Intentant distingir-se del seu doble més reeixit, s'ha unit als Maquis. El "Defiant", fortament armat, sota el control dels Maquis, ara representa una greu amenaça per a les forces cardassianes. El comandant Sisko s'enfronta al repte de recuperar la "Defiant" intacta mentre evita un incident amb Cardàssia que podria iniciar una guerra. Accepta viatjar a Cardassia Prime per cooperar amb una operació cardassiana dirigida per Gul Dukat per caçar Riker. L'operació és observada per l'Orde Obsidiana, la temuda agència d'intel·ligència cardassiana.
Després d'infiltrar-se a l'espai cardassià i atacar un lloc avançat, Riker porta la «Defiant» al sistema Orias, que creu que conté una instal·lació secreta de construcció naval. Quan Sisko analitza els moviments de Riker i s'adona que el seu objectiu és Orias, Dukat, creient que el sistema és estèril i no té cap valor, ordena a les seves naus que l'interceptin. El seu observador de l'Orde Obsidiana, Korinas, però, l'adverteix que qualsevol nau, cardassiana o no, que s'acosti al sistema serà destruïda.
La «Defiant» aconsegueix escapar dels seus perseguidors fins al sistema Orias, però s'enfronta a diverses naus cardassianes més que apareixen del mateix sistema. Sospitós, Dukat s'enfronta a Korinas, insinuant que les naus del sistema Orias han de pertànyer a l'Orde Obsidiana, que té estrictament prohibit posseir equipament militar de qualsevol tipus. Amb el «Defiant» atrapat entre les dues flotes, Sisko arriba a un acord amb Dukat: a canvi dels registres dels sensors del sistema del «Defiant», que proporcionaran proves de l'acumulació militar il·legal de l'Orde Obsidiana, la «Defiant» es rendirà a la nau principal de Dukat i serà retornat juntament amb la seva tripulació a la Federació, i Riker serà condemnat a un camp de treball cardassià en lloc de mort. Kira persuadeix Riker perquè accepti els termes. Les naus enemigues s'acosten al «Defiant» i les seves escortes cardassianes, però avorten la confrontació i tornen al sistema Orias. Riker es teletransporta a la nau cardassiana, deixant Kira al control per tornar a Espai Profund 9.

## Actors convidats
- Jonathan Frakes - Thomas Riker
- Shannon Cochran - Kalita
- Marc Alaimo - Dukat
- Tricia O'Neil - Korinas
- Robert Kerbeck - Soldat cardassià
- Michael Canavan - Tamal

## Producció
La idea de produir un episodi en què Thomas Riker desertés als Maquis va sorgir a principis de 1994.
L'episodi, i el paper de Sisko en particular, es basen en el thriller de 1964 Punt límit, en què el president dels Estats Units (interpretat per Henry Fonda) es veu obligat a ajudar la Unió Soviètica a enderrocar un esquadró de bombarders americà que, a causa d'un error tècnic, rep ordres de dur a terme un atac nuclear sobre Moscou.

## Connexions amb altres episodis
Thomas Riker va ser presentat per primera vegada a "Una altra oportunitat", un episodi de Star Trek: La nova generació.
L'episodi posterior de la tercera temporada "The Die Is Cast", revela el propòsit de les naus construïdes per l'Orde d'Obsidiana.

## Recepció
Keith DeCandido va qualificar "Defiant" a "tor.com" el 2013 com un molt bon episodi de "Star Trek: Deep Space Nine". El va trobar un petit thriller emocionant i una bona seqüela d' Una altra oportunitat. A DeCandido li van agradar les perspectives sobre la política cardassiana, en particular la desconfiança mútua entre l'agència d'intel·ligència i l'exèrcit. També li va agradar la representació de Sisko i Dukat. DeCandido va considerar la conversa dels dos sobre els seus fills com una de les millors escenes de tota la sèrie. A més, va elogiar la interpretació de Kira per part de Nana Visitor, que intenta convèncer Riker que no actua com un terrorista, sinó com algú que vol ser un heroi.
El 2015, Geek.com va recomanar aquest episodi com a "vista essencial" per a la seva guia abreujada de marató de sèries de Star Trek: Deep Space Nine.
La sèrie mai va fer un seguiment del que li va passar a Thomas Riker, i el 2020, Screen Rant va descriure el seu destí com una de les trames més importants sense resoldre de la sèrie.
El 2020, Den of Geek va classificar "Defiant" com una de les millors històries de Star Trek: Deep Space Nine.

## Llegat
Al llibre Voyages of Imagination: The Star Trek Fiction Companion hi ha una història anomenada "Promises Made" que tracta sobre Kira rescatant Riker d'un camp de presoners cardassià.

## Llançaments
El 10 d'abril de 1995, aquest episodi i "Fascination" es van publicar en VHS al Regne Unit. El 3 d'agost de 1999, aquest parell d'episodis es va publicar en LaserDisc als Estats Units.
L'episodi es va publicar el 3 de juny de 2003 a Amèrica del Nord com a part del conjunt de DVD de la temporada 3. Aquest episodi es va publicar el 2017 en DVD amb la sèrie completa en caixa recopilatòria, que tenia 176 episodis en 48 discs.